# Măguri-Răcătău
Măguri-Răcătău [ˈməgurʲ rəkəˈtəu] (ungarisch Reketó) ist eine Gemeinde im Kreis Cluj in der Region Siebenbürgen in Rumänien. Die Gemeinde liegt im Gilău-Gebirge (Teil des Apuseni-Gebirges).